# رونرت پارک (کالیفرنیا)
رونرت پارک (به انگلیسی: Rohnert Park) شهری در شهرستان سونوما ایالت کالیفرنیا است که در سرشماری سال ۲۰۱۰ میلادی، ۴۰۹۷۱ نفر جمعیت داشته است.